# Lythrum

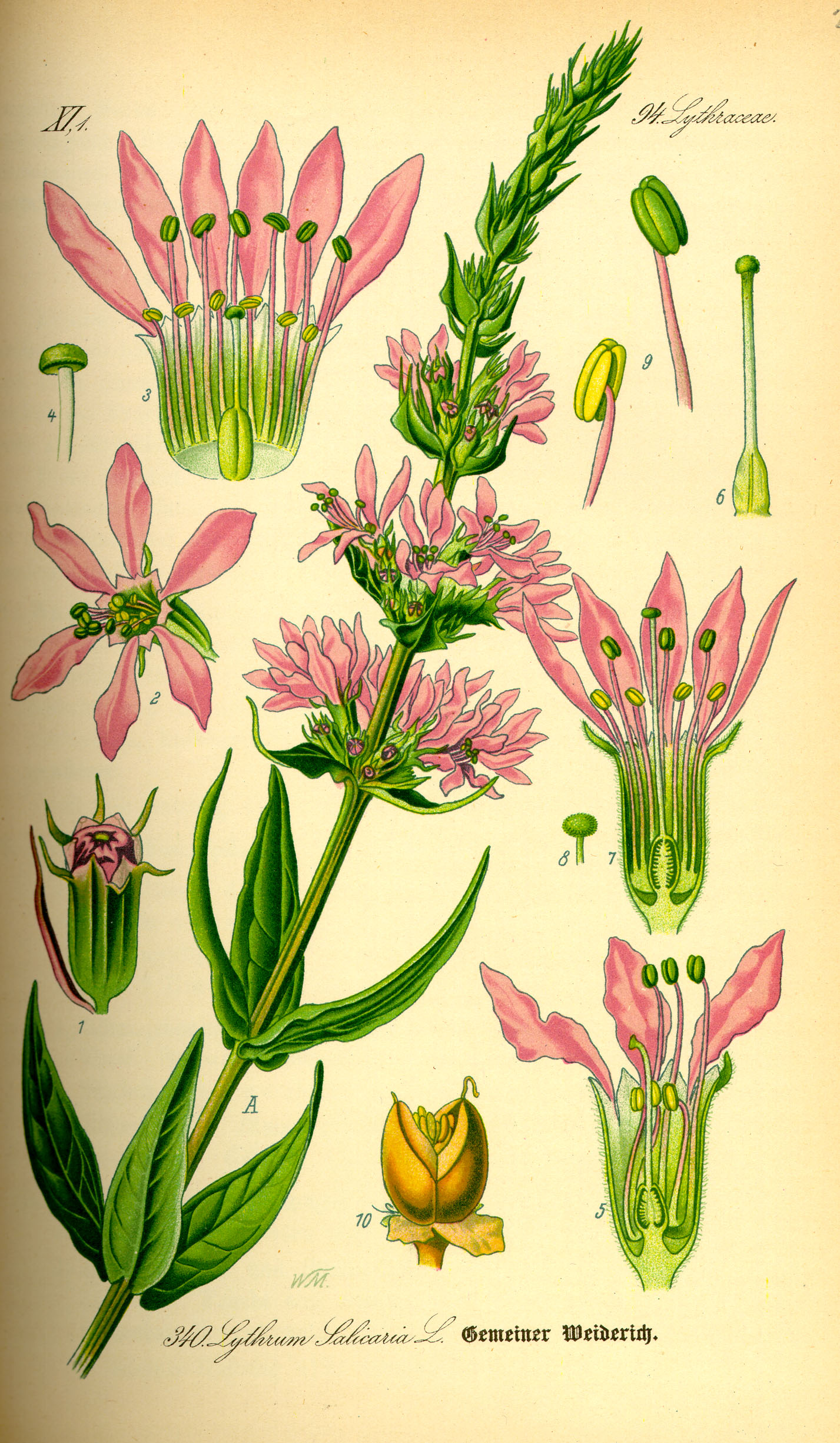
Il·lustració de la salicària (Lythrum salicaria)

Lythrum és un gènere de plantes angiospermes de la família de les litràcies (Lythraceae). Són plantes natives de l'hemisferi nord, parts d'Amèrica del Sud i Austràlia.

## Taxonomia
Aquest gènere va ser publicat per primer cop l'any 1753 al primer volum de l'obra Species Plantarum del botànic suec Carl von Linné (1707-1778).
Als Països Catalans s'hi troben les espècies següents: Lythrum salicaria, Lythrum borysthenicum, Lythrum junceum, Lythrum castellanum, Lythrum tribacteatum, Lythrum hyssopifolia i Lythrum thymifolia.

### Espècies
Dins del gènere Lythrum es reconeixen les 40 espècies següents:
- Lythrum acutangulum Lag.
- Lythrum alatum Pursh
- Lythrum album Kunth
- Lythrum americanum Mill.
- Lythrum anatolicum Leblebici & Seçmen
- Lythrum baeticum Gonz.Albo
- Lythrum borysthenicum (M.Bieb. ex Schrank) Litv.
- Lythrum bryantii Brandegee
- Lythrum californicum Torr. & A.Gray
- Lythrum curtissii Fernald
- Lythrum flagellare Shuttlew. ex Chapm.
- Lythrum flexuosum Lag.
- Lythrum gracile Benth.
- Lythrum hyrcanicum (Sosn.) ined.
- Lythrum hyssopifolia L.
- Lythrum intermedium Fisch. ex Colla
- Lythrum junceum Banks & Sol.
- Lythrum komarovii Murav.
- Lythrum lineare L.
- Lythrum linifolium Kar. & Kir.
- Lythrum lydiae Sytin
- Lythrum maritimum Kunth
- Lythrum nanum Kar. & Kir.
- Lythrum netofa Vered, Mazar & Gazaix
- Lythrum nieuwlandii A.R.Franck & C.Werner
- Lythrum ovalifolium (A.Gray) Shuttlew. ex Koehne
- Lythrum paradoxum Koehne
- Lythrum portula (L.) D.A.Webb
- Lythrum rotundifolium Hochst. ex A.Rich.
- Lythrum salicaria L.
- Lythrum schelkovnikovii Sosn.
- Lythrum silenoides Boiss. & Noë
- Lythrum theodori Sosn.
- Lythrum thesioides M.Bieb.
- Lythrum thymifolia L.
- Lythrum tribracteatum Salzm. ex Spreng.
- Lythrum virgatum L.
- Lythrum volgense D.A.Webb
- Lythrum vulneraria Aiton ex Schrank
- Lythrum wilsonii Hewson

### Sinònims
Els següents noms científics són sinònims heterotípics de Lythrum:
- Bergenia Neck.
- Chabraea Bubani
- Chabraea Adans.
- Editeles Raf.
- Hexostemon Raf.
- Hyssopifolia Opiz
- Lythastrum Hill
- Lythron St.-Lag.
- Lythropsis Welw. ex Koehne
- Middendorfia Trautv.
- Mozula Raf.
- Pentaglossum Forssk.
- Peplis L.
- Portula Hill
- Pythagorea Raf.
- Salica Hill
- Salicaria Mill.